# Diane Stolojan
Pour les articles homonymes, voir Stolojan.
Diane Stolojan est une actrice française, née à Paris le 25 novembre 1957.

## Filmographie

### Cinéma
- 2013 : In Vino de Stéphanie Baz : Judith
- 2011 : L'Exercice de l'État de Pierre Schoeller : une Passante nantaise
- 2010 : À bout portant de Fred Cavayé : Témoin no 1
- 2009 : Pièce montée de Denys Granier-Deferre : Tante Vincent
- 2009 : Les nuits de Sister Welsh de Jean:Claude Janer : Amazone Morgane
- 2008 : Pour elle de Fred Cavayé : Mme Meyral
- 2007 : Comme ton père de M. Carmel : La banquière
- 2006 : Le Cœur des hommes 2 de Marc Esposito : La cliente chez Manu
- 2005 : Antonio Vivaldi, un prince à Venise de J.L. Guillermou : La princesse Borghèse
- 1999 : Une pour toutes, toutes pour une de Claude Lelouch : L'infirmière
- 1998 : Le Créateur de Albert Dupontel : Éditrice
- 1988 : Le volcan de O. Runze : Troublion (en allemand)

### Télévision
- 2008 : Rien dans les poches de Marion Vernoux : Anne:Marie
- 2008 : Monsieur Jean de Pascal Moret : Madame Liber
- 2007 : Fais pas ci, fais pas ça de I. Radkine, épisode no 12 : la cliente
- 2007 : Versailles, le rêve d'un roi de T. Binisti : Anne d'Autriche
- 2006 : Joséphine ange gardien de L. Levy, épisode « Remue ménage » : Investisseur
- 2006 : Jeanne Poisson, marquise de Pompadour de Robin Davis : vieille comtesse
- 2004 : Nos vies rêvées de Fabrice Cazeneuve : l'hôtesse du Nouvel Indépendant
- 2001 : La vie devant nous de X. Castano : La mère d'Alizée
- 2000 : Lycée Corbière de V. Marano, épisode « Harcèlement » : La mère d'Alizée
- 2000 : Divorce de O. Guignard, épisode « Perdu de vue » : Caroline Lamarthe
- 1999 : La Bicyclette Bleue de T. Binisti : Officier allemand (en allemand)
- 1999 : Schloss Hotel Orth de K. Kases, série allemande, épisode : « Amnesie » : Sabine (en allemand)
- 1997 : Baldy de C. d'Anna, épisode « La voleuse d'amour » : la mère
- 1993 : Lutz und Hardy de Büscher, série allemande, épisode « Schräge Vögel » : Janine Forget (en allemand)
- 1993 : Sonntag und Partner de B. Stephan, série allemande, épisode no 10 : Clothilde de Clery (en allemand)
- 1991-92 : Bon Courage, émission de télévision éducative allemande en 39 épisodes pour l'apprentissage du français
- 1991 : Euroflics de K. Heidelbach, série allemande épisode « Zocker » : Sylvie (en allemand)
- 1990 : Le Renard de G. Gräwert, série allemande, épisode « Er war nie ein Kavalier » : Marion Barry (en allemand)
- 1989 : Stahlkammer Zürich de H. P. Fratzscher, série allemande, épisode « Tote erben nicht » : Janine (en allemand)
- 1987 : Die Wiesingers de B. Fischerauer, série de 10 épisodes : Lisette Wiesinger (en allemand)
- 1986-87 : Losberg de T. Engel, K. Hercher, D. Kehler, W. Teichert, série allemande de 52 épisodes : Ilka Losberg
- 1986 : Zirkus Roncalli de M. Mackenroth, série allemande de 4 épisodes : Gisèle (en allemand)
- 1985 : Eine Klasse für sich de F. Strecker, série allemande : Mlle Delorme (en allemand)
- 1985 : Der Prins muss her de M. Mackenroth : La mécanicienne (en allemand)
- 1984 : The Shillingsbury Twins de V. Guest (TV anglaise) : The daughter (en anglais)
- 1983 : Vichy Dancing de L. Keigel : La présentatrice de l'ABC
- 1982-83 : Die Wiesingers de B. Fischerauer, série de 6 épisodes : Lisette Wiesinger (en allemand)
- 1981 : Lorelei de J. Doniol Valcroze : Katel Weth
- 1981 : La Nouvelle Malle des Indes de Christian-Jaque, mini TV séries : Julie de Flattencour
- 1980 : Les Aventures de Caleb Williams de Herbert Wise, série de 4 épisodes : Emily (en anglais)
- 1979 : Les Aventures d'Yvon Dikkebusch de M. Failvic : Hôtesse d'accueil
- 1979 : Salut champion de S. Freidman : épisode Les plus beaux jeux de notre vie : Mira
- 1978 : C'est pas sérieux de P. Galardi : La Star
- 1978 : L'Accident de A. Isker : Françoise Cassel
- 1978 : Les Moyens du bord de B .Toublancmichel : Martine

## Théâtre
- Le cirque en Laponie par le cirque Messidor : Mme Loyal
- Toa de Sacha Guitry : Léonard Cobian : Françoise
- Poétique textes sacrés : D. Leverd à l'Abbaye de Fontevraud
- Le Dialogue des Carmélites de Georges Bernanos : D. Leverd : Sœur Félicité
- Isabelle et le Pélican de Marcel Frank : J. d'Aubrac : Isabelle
- Voltaire de J. d'Aubrac - J. d'Aubrac : Mademoiselle de Chambonin
- La guerre de Troie n'aura pas lieu de Jean Giraudoux : B. d'Espouy : Andromaque